# Krzysztofory (pismo)
Krzysztofory. Zeszyty Naukowe Muzeum Historycznego Miasta Krakowa – rocznik wydawany w Krakowie od 1974 roku nakładem Muzeum Historycznego Miasta Krakowa. Rocznik publikuje teksty głównie z zakresu dziejów Krakowa, historii krakowskiej sztuki oraz na temat zbiorów Muzeum Historycznego. Każdy numer zawiera również kronikę działalności muzeum. Do 2007 roku ukazało się 25 numerów pisma. 